# Kościół św. Marii Magdaleny w Jazłowcu
Kościół pw. św. Marii Magdaleny w Jazłowcu – dawny rzymskokatolicki kościół parafialny, który znajdował się w dawnym mieście Jazłowcu (obecnie wieś w rejonie buczackim obwodu tarnopolskiego na Ukrainie).  

## Historia
Właściciel Jazłowca Teodoryk Buczacki Jazłowiecki w Zalesiu 3 lutego 1436 wraz z żoną w obecności kilku dostojników kościelnych wysokich rangą i panów, w szczególności biskupa kamienieckiego Pawła z Bojańczyc z jego kapelanem, Mikołajem z Poznania zapisał fundusz (dokonał darowizny) dla kościoła parafialnego pw. św. Marii Magdaleny, którym przeznaczył na utrzymanie kościoła wioskę Niezbrody (obecnie Żnibrody).
Około 1548 właściciel miasta Jerzy Jazłowiecki mianował proboszczem w Jazłowcu ks. Chrząstowskiego, który w dzień Bożego Narodzenia w roku 1549 wraz z wikarym ks. Janem z ambony zeznał, iż są wyznania kalwińskiego.
Drewniany kościół św. Marii Magdaleny znajdował się na wzgórzu, obok niego w latach 1589–1590 kosztem ówczesnego właściciela miasta Mikołaja Jazłowieckiego został zbudowany murowany dominikański kościół Wniebowzięcia Najświętszej Marii Panny w Jazłowcu. Mikołaj Jazłowiecki postanowił powierzyć Dominikanom prawo patronatu nad kościołem św. Marii Magdaleny. Tenże o. Sadok Barącz twierdził, że Mikołaj Jazłowieck zniósł kościół św. Marii Magdaleny.
Ks. Adam Orański (1697–1778) h. Kościesza, proboszcz jazłowiecki (w 1731 został biskupem tytularnym bellineńskim), nabył własnym kosztem kamienicę w mieście. Zatem kamienica została przerobiona na kościół oraz konsekrowana przez Adama Orańskiego.
Wacław Hieronim Sierakowski 30 września 1741 przybył do Jazłowca dla przeprowadzenia wizyty kanonicznej jako biskup kamieniecki. Stanisław Poniatowski przeniósł prawo patronatu nad kościołem parafialnym na siebie i swoich następców.
Kościół obecnie nie istnieje.